# Těžká váha
Těžká váha (anglicky heavyweight) je váhová kategorie v některých bojových sportech, která následuje po polotěžké a předchází supertěžké váze.

## Box
V profesionálním boxu je těžká váha nejvyšší kategorie a patří do ní bojovníci nad 91 kg. Amatérský box má následně ještě supertěžkou kategorii.

## Mixed martial arts
V MMA má každá organizace jiný systém třídění:
- Ultimate Fighting Championship, King of the Cage, Maximum Fighting Championship – 90,3–100,3 kg
- Pancrase – 93–120 kg

## Jiné (analogické) použití
Idiom, sousloví, „těžká váha“ se někdy obdobně (analogicky) používá v jiných oblastech (např. v politice) pro označení osoby, která je obzvláště mocná nebo vlivná.
Angličtina zná ještě obdobný (analogický) obrat z boxu, punching above his/their weight (překonat svou váhu), pro označení osoby nebo subjektu (např. země), jehož (jejíž) vliv je pravděpodobně větší, než by jeho základním vlastnostem odpovídalo – (pokusit se) dosáhnout nebo podat výkon na vyšší úrovni, než by se očekávalo na základě příprav, vlastností, postavení nebo předchozích úspěchů.